# Bernard Lachaniette
Bernard Lachaniette est un artiste émailleur, peintre et sculpteur français né à Limoges en 1949.

## Biographie
Bernard Lachanette subit très jeune l'influence de ses parents qui sont des porcelainiers limougeauds.
En parallèle à un travail de l'émail s'inscrivant dans la tradition figurative de Léon Jouhaud, Bernard Lachaniette œuvre dans la peinture, la sculpture, la céramique et la gravure.
Certaines de ses œuvres ont été acquises par le Fonds Régional d'Art Contemporain du Limousin et la Fondation Pagani à Milan.